# Adam Griger
Adam Griger (* 16. März 2004 in Prešov) ist ein slowakischer Fußballspieler.

## Karriere
Griger begann seine Karriere beim 1. FC Tatran Prešov. Zur Saison 2019/20 wechselte er in die Jugend des FK Poprad. Zur Saison 2020/21 wechselte er zum Erstligisten MFK Zemplín Michalovce. Sein Debüt in der Fortuna liga gab er im August 2020, als er am ersten Spieltag jener Saison gegen Spartak Trnava in der 67. Minute für Dimitris Popovits eingewechselt wurde.
Bis zur Winterpause kam Griger zu fünf Einsätzen in Michalovce. Im Januar 2021 wechselte er zum österreichischen Bundesligisten LASK, bei dem er einen bis Juni 2023 laufenden Vertrag erhielt. Nachdem er zunächst noch für das Farmteam des LASK, FC Juniors OÖ, in der 2. Liga gespielt hatte, debütierte er im Mai 2021 gegen die WSG Tirol in der Bundesliga. Durch jenen Einsatz wurde er zum ersten Spieler in der höchsten österreichischen Spielklasse, der im Jahre 2004 geboren wurde. Insgesamt kam er zu fünf Einsätzen für den LASK in der höchsten Spielklasse. Ab der Saison 2022/23 gehörte er aber nur noch zum Kader der Amateure.
Im September 2022 wechselte Griger leihweise zum italienischen Zweitligisten Cagliari Calcio.